# Шерон Вебб
Шерон Лінн Вебб (англ. Sharon Lynn Webb; 29 лютого 1936, Тампа, Флорида — 29 квітня 2010, Блерсвілл, Джорджія) — американська письменниця-фантастка та медсестра. Має псевдонім Рон Вебб (англ. Ron Webb).

## Біографія
Шерон Лінн Вебб народилася 29 лютого 1936 року в Тампі, штат Флорида.
Почала свою кар'єру письменниці, коли один з її віршів був опублікований у 1963 році в журналі «The Magazine of Fantasy & Science Fiction». На початку своєї кар'єри вона часто писала під псевдонімом «Рон Вебб», а з 1979 року почала частіше публікуватися під власним ім'ям. Її твори часто стосувалися медичних питань або досягнень у медицині. Поряд з науковою фантастикою вона також писала трилери на медичну тематику.
Вебб перенесла серцевий напад і померла у Блерсвіллі, штат Джорджія, 29 квітня 2010 року.